# Найсильніша людина Франції
Найсильніша людина Франції (фр. L'homme le plus fort en France) — щорічне змагання, яке проводить у Франції з 2001 року виключно серед французький ломусів.

## Таблиця переможців змагання
| Рік  | Переможець       | 2-е місце    | 3-е місце      |
| ---- | ---------------- | ------------ | -------------- |
| 2001 | Жан-Марк Тоцавен |              |                |
| 2002 | Дідьє Роллан     |              |                |
| 2003 | Дідьє Роллан     |              |                |
| 2004 | Яннік Олів'є     |              |                |
| 2005 | Стефан Беллері   |              |                |
| 2006 | Яннік Олів'є     |              |                |
| 2007 | Яннік Олів'є     |              |                |
| 2008 | Стефан Беллері   |              |                |
| 2008 | Стефан Беллері   |              |                |
| 2009 | Стефан Беллері   |              |                |
| 2010 | Морґан Асте      | Дідьє Роллан | Крістоф Демаль |